# 李恭炫
李 恭炫（イ・ゴンヒョン、朝鮮語: 이공현、1949年10月27日 - ）は、韓国の裁判官、弁護士。全南求礼郡出身。元韓国憲法裁判所判事。公務員最高位のBlue Stripes Order of Service Merit（青条勤政勲章）を受章。

## 学歴
1971年、ソウル大学校よりLL.B.の学位を取得。1983年、ハーバード・ロー・スクールよりLL.M.の学位を取得。

## 職歴
ソウル刑事地方裁判所判事を皮切りに（1973年）、1977年よりソウル民事地方裁判所判事、1984年よりソウル高等裁判所判事、1988年より釜山地方裁判所裁判長、1991年より司法研修所教授、1999年よりソウル高等裁判所裁判長。2005年より2011年まで韓国憲法裁判所判事を務めた。2011年より、韓国の法務法人地平（JIPYONG）の名誉マネージング・パートナー（名誉執行社員）を務める。